# Црква Светог пророка Илије у селу Сејаце
Црква Светог пророка Илије у селу Сејаце, насељеном месту на територији Општине Бујановац, православни је храм који припада Епархији врањској Српске православне цркве.
Црква посвећена Светом пророку Илији саграђена је у периоду од 1870. до 1880. године. У селу је постојао мутавџијски еснаф, чији се чланови јављају као поручиоци икона за иконостас. На иконостасу су се потписала четворица сликара: Димитрије Андонов из Велеса и Петар Николов (1886), Т. И. Буџароски из села Галичник у Дебарском округу и Анђелко Дидон (1896-1897). Иконостас са 50 икона настао је у пеиоду од 1886. до 1897. године. Зидно сликарство изведено је 1902. године, а потписао се зограф Крсто Аврамов Дичов, унук Диче зографа.
Благословом епископа врањског Пахомија, 2007. године извршена је комплетна обнова цркве и црквене зграде.